# Гейзерная
Гейзерная — река на полуострове Камчатка в России. Протекает по территории Елизовского района Камчатского края. Длина реки — 12 км.

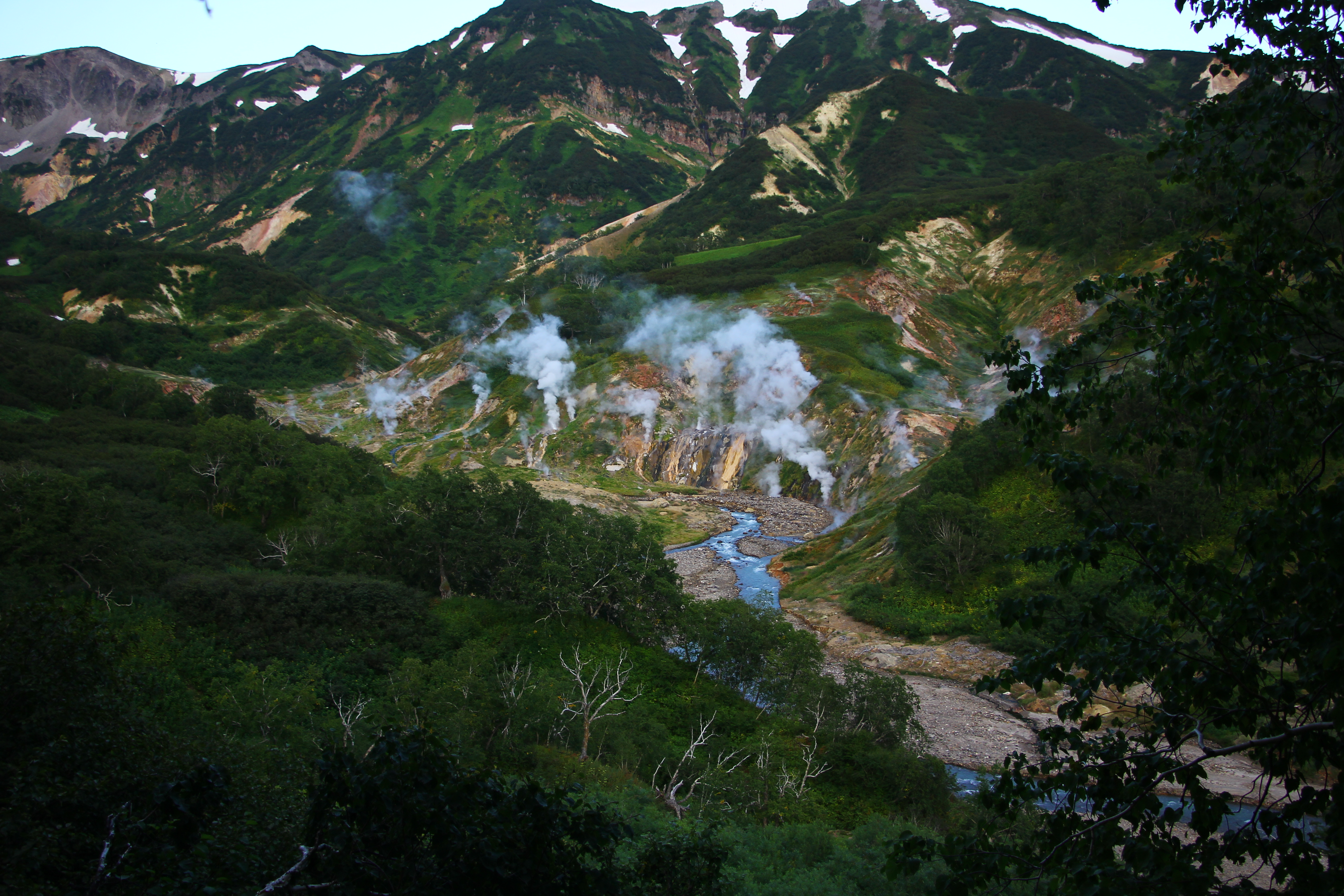
Гейзерная и группа гейзеров Витраж

## Описание
Река Гейзерная является притоком реки Шумная. Исток находится на склонах г. Пик (1545 м). Река протекает в местности с активной вулканической деятельностью. Относится к району Узон-Гейзерной депрессии. На берегах реки расположены гейзеры и горячие источники, из-за наличия которых вода в реке теплая (24-28 °C).
В 60-е годы XX века Гейзерная начиналась каньоном глубиной до 200 м и далее текла в двойной долине. Ширина верхней долины до 3 км, склоны крутые, дно плоское, растительность — высокотравье и кустарники. Внутренняя долина врезана во внешнюю до 150 м глубины, склоны её крутые или террасированные, но везде обнажённые, тёплые, сквозь трещины в реку стекают горячие ключи. Левый приток — ручей Водопадный с двумя водопадами, один из которых — при впадении в Гейзерную — 30 м высотой.
Из-за скорости течения водоплавающей птицы на реке нет. В долине зимуют снежные бараны. Нижние части поблизости от тёплых площадок скорее освобождаются от снега и весной привлекают медведей.

## Притоки
Основные притоки:
- правые[2]: Путеводный, Двуглавый, Лавовый, Игрушка, Правая Гейзерная
- левые[2]: ручей Жёлтого Оврага, Тройной, Водопадный, Горячий, Ступенчатый, Каскадный, Тёплый Нижний, Закрытый, Дальний, Подъём, Тёплый, Горячая Речка, Тундровый, Мутный

## История открытия
Татьяна Устинова, в 1941 году открывшая Долину гейзеров, в 1946 году опубликовала две статьи о своём открытии. В первой статье левый приток Шумной она назвала Тёплой речкой. Вторая статья была более подробной и в ней впервые дано название «река Гейзерная».

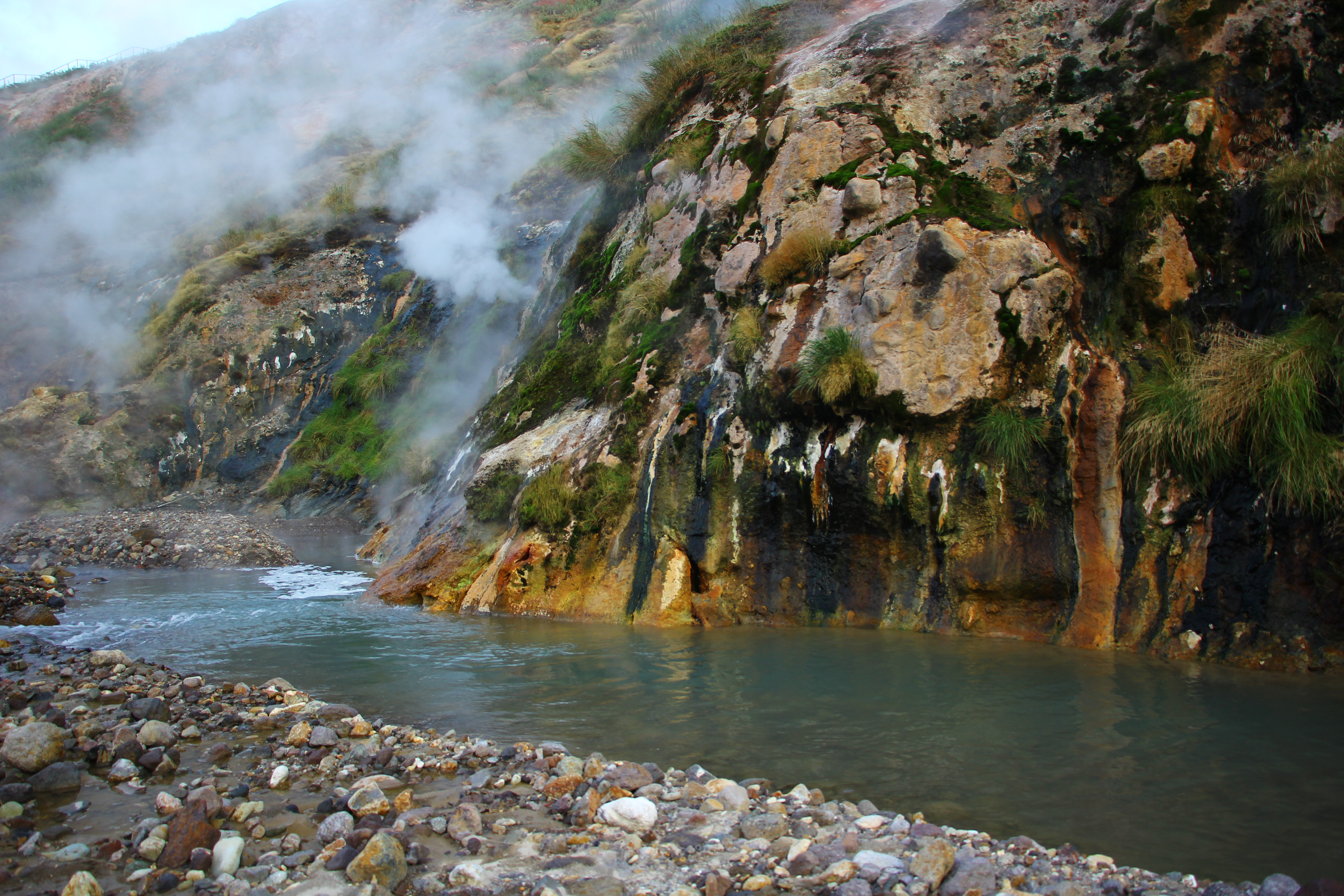
река Гейзерная

## Природные катастрофы
4 октября 1981 года Долина Гейзеров оказалась под ударом тайфуна «Эльза», который вызвал сильные дожди. В результате уровень воды в реке Гейзерной поднялся на три метра, образовался грязевой поток. Исчезли многие источники.
3 июня 2007 года произошла ещё одна крупная геологическая катастрофа — сошёл гигантский оползень, сформировавший селевой поток, перекрывший запрудой русло реки Гейзерной. Общий объём обрушенных пород оценивается примерно в 20 млн м³. Массив оползня, достигнув реки Гейзерная, сформировал высокую каменно-набросную дамбу высотой около 50 — 60 метров, перекрывшую реку. Несколько дней наполнялось озеро. Были затоплены многие гейзеры. 7 июня уровень озера достиг максимальной отметки и начался перелив воды через плотину. В ходе прорыва дамбы в течение нескольких часов уровень озера упал на 9 метров. Случившейся природной катастрофе 2007 года Татьяна Устинова не удивилась. Понимая геологические процессы, она посчитала это событие одним из этапов формирования русла реки Гейзерной.

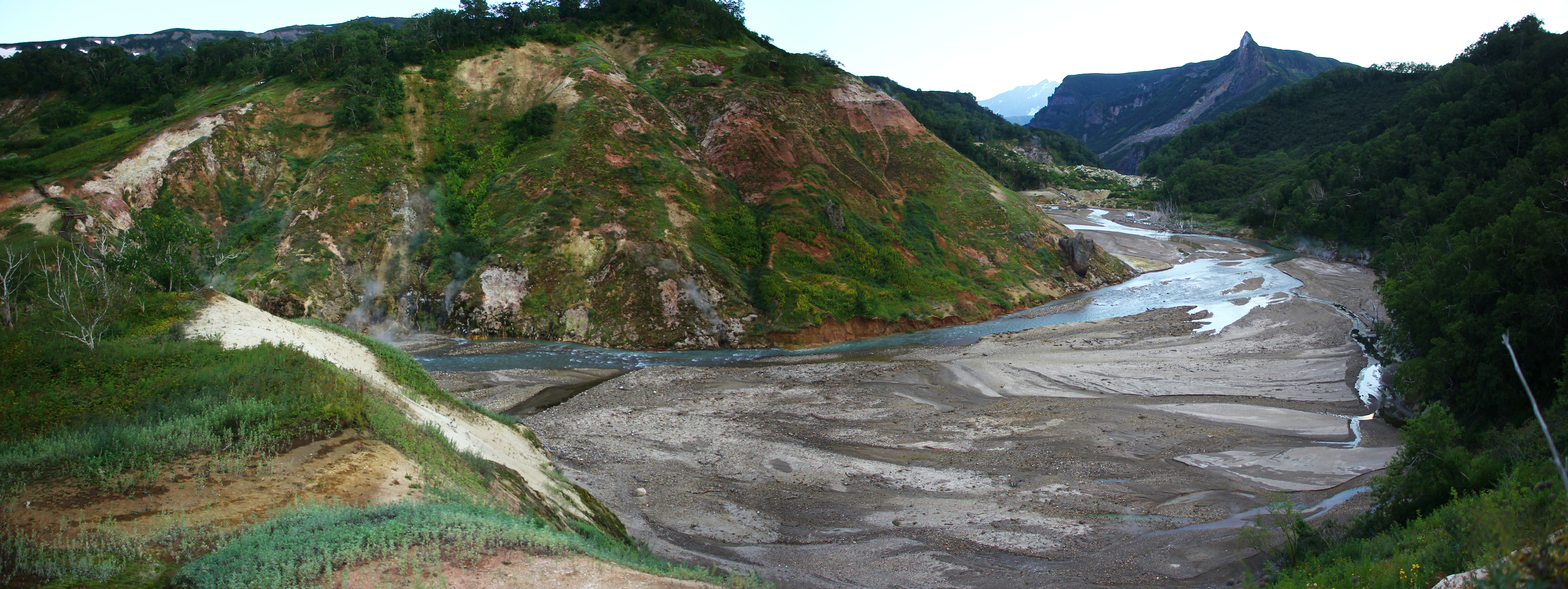
Здесь было подпрудное озеро

Было предположение, что гейзеры более не заработают. Но проливные дожди в начале осени 2013 года размыли подпруду озера, и вода стала уходить. 4 января 2014 года обрушение края лавового потока на Жёлтой сопке способствовало образованию крупного оползня, который окончательно прорвал плотину, сдерживающую воду и озеро сошло. Некоторые гейзеры исчезли навсегда, другие заработали снова, и появились новые. Постепенно ветер, дожди и солнце разрушали нагромождения оползня. Ручьи пробили новые русла, вымыли часть породы.

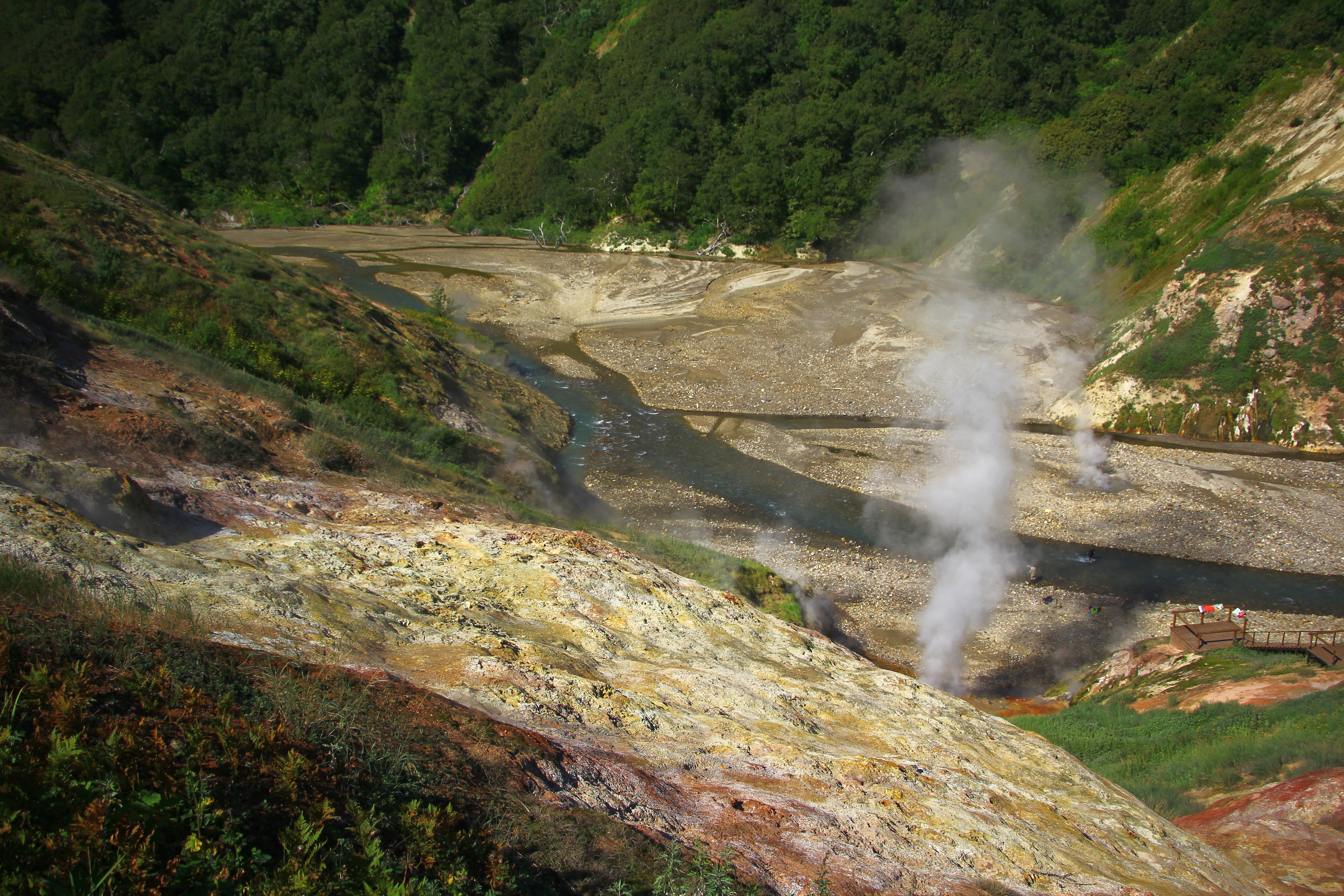
Гейзер Большой на берегу Гейзерной

## Охранный статус
Река Гейзерная и её долина — объект Кроноцкого заповедника, объект Всемирного культурного и природного наследия ЮНЕСКО в составе объекта «Вулканы Камчатки» с 1996 года. Категория ООПТ для Кроноцкого заповедника согласно классификации Международного союза охраны природы (МСОП, IUCN): «строгий природный резерват».

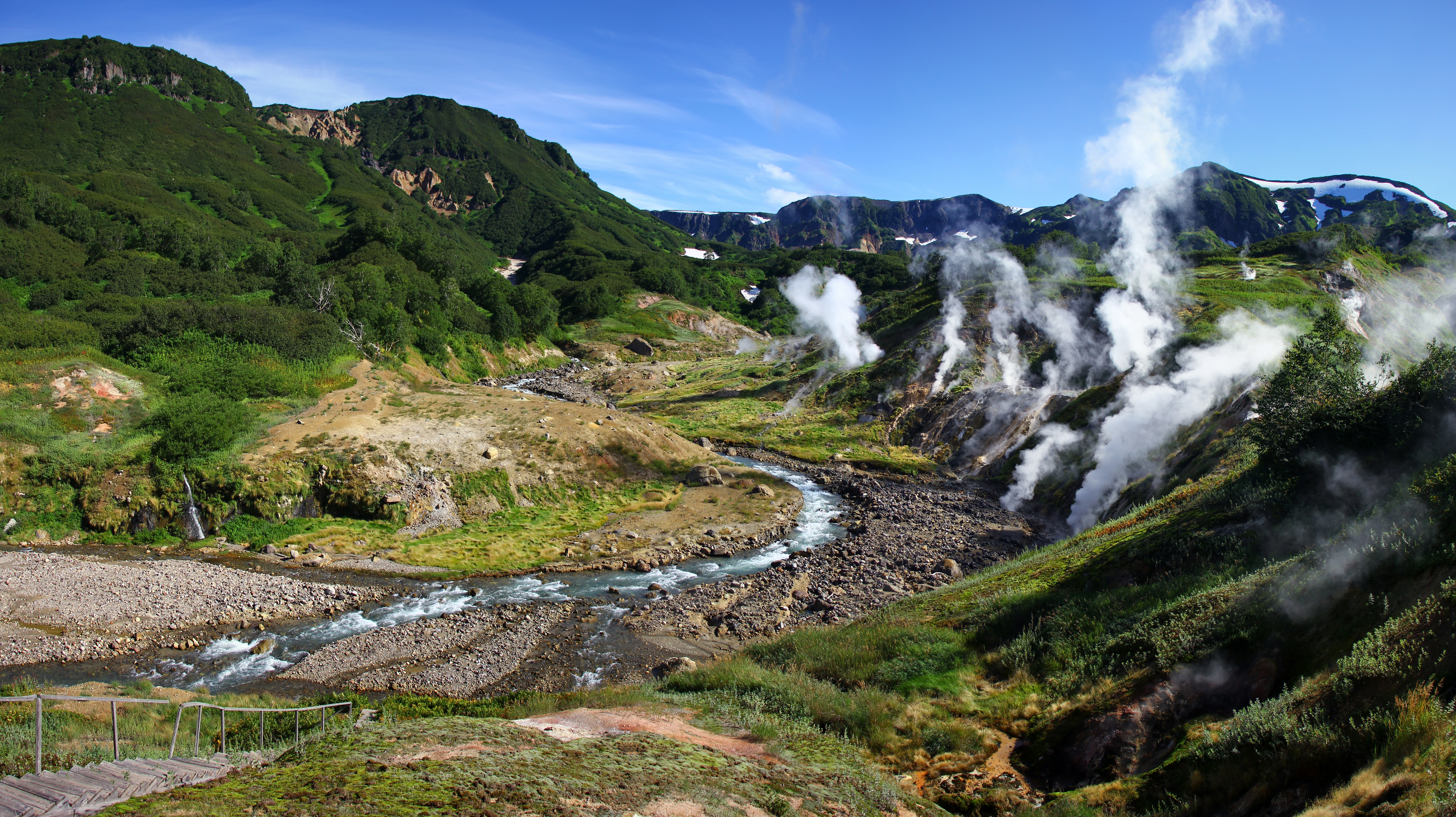
Долина гейзеров